# شويلر فيسك
شويلر فيسك (بالإنجليزية: Schuyler Fisk)‏ (و. 1982  م) هي مغنية مؤلفة، وممثلة تلفزيونية، وممثلة أفلام أمريكية، ولدت في لوس أنجلوس.

## التعليم
تعلمت في جامعة فرجينيا.

## وصلات خارجية
- شويلر فيسك على موقع IMDb (الإنجليزية)
- شويلر فيسك على موقع ألو سيني (الفرنسية)
- شويلر فيسك على موقع ميوزك برينز (الإنجليزية)
- شويلر فيسك على موقع أول موفي (الإنجليزية)
- شويلر فيسك على موقع قاعدة بيانات الأفلام السويدية (السويدية)
- شويلر فيسك على موقع إن إن دي بي (الإنجليزية)
- شويلر فيسك على موقع أول ميوزيك (الإنجليزية)
- شويلر فيسك على موقع ديسكوغز (الإنجليزية)
- شويلر فيسك على موقع قاعدة بيانات الفيلم (الإنجليزية)
- شويلر فيسك على موقع كينوبويسك (الروسية)